# Джанго Вармердам
Джанго Вармердам (нід. Django Warmerdam, нар. 2 вересня 1995, Ворхаут, Нідерланди) — нідерландський футболіст, фланговий захисник клубу «Утрехт».

## Ігрова кар'єра

### Клубна
Джанго Вармердам є вихованцем футбольної академії столичного клубу «Аякс», де він починав займатися футболом з 2003 року. З 2014 року Вармердам був залучений до тренувань першої команди «Аякса». Але в основі футболіст так і не зіграв жодного матчу, переважно виступаючи за дублюючий склад «Йонг Аякс». Також сезон 2016/17 Вармердам провів в оренді у клубі «Зволле».
Після завершення оренди влітку 2017 року Вармердам перейшов до клубу «Гронінген», де провів три роки. У 2020 році футболіст підписав контракт на три роки з клубом Ередивізі «Утрехтом».

### Збірна
У 2015 році Джанго Вармердам провів чотири матчі у складі молодіжної збірної Нідерландів.